# Liste des parcs d'État du Nebraska

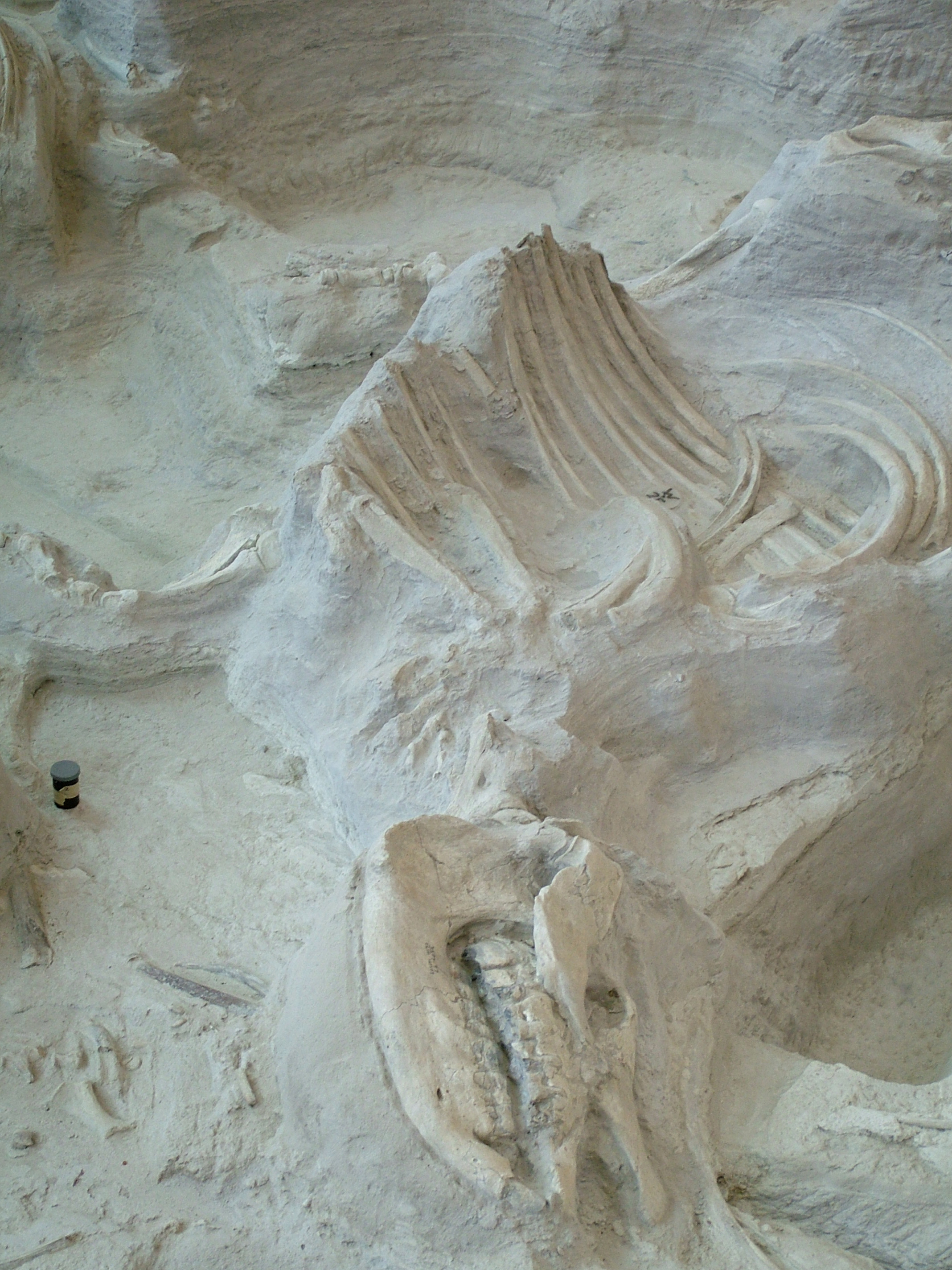
Ashfall Fossil Beds

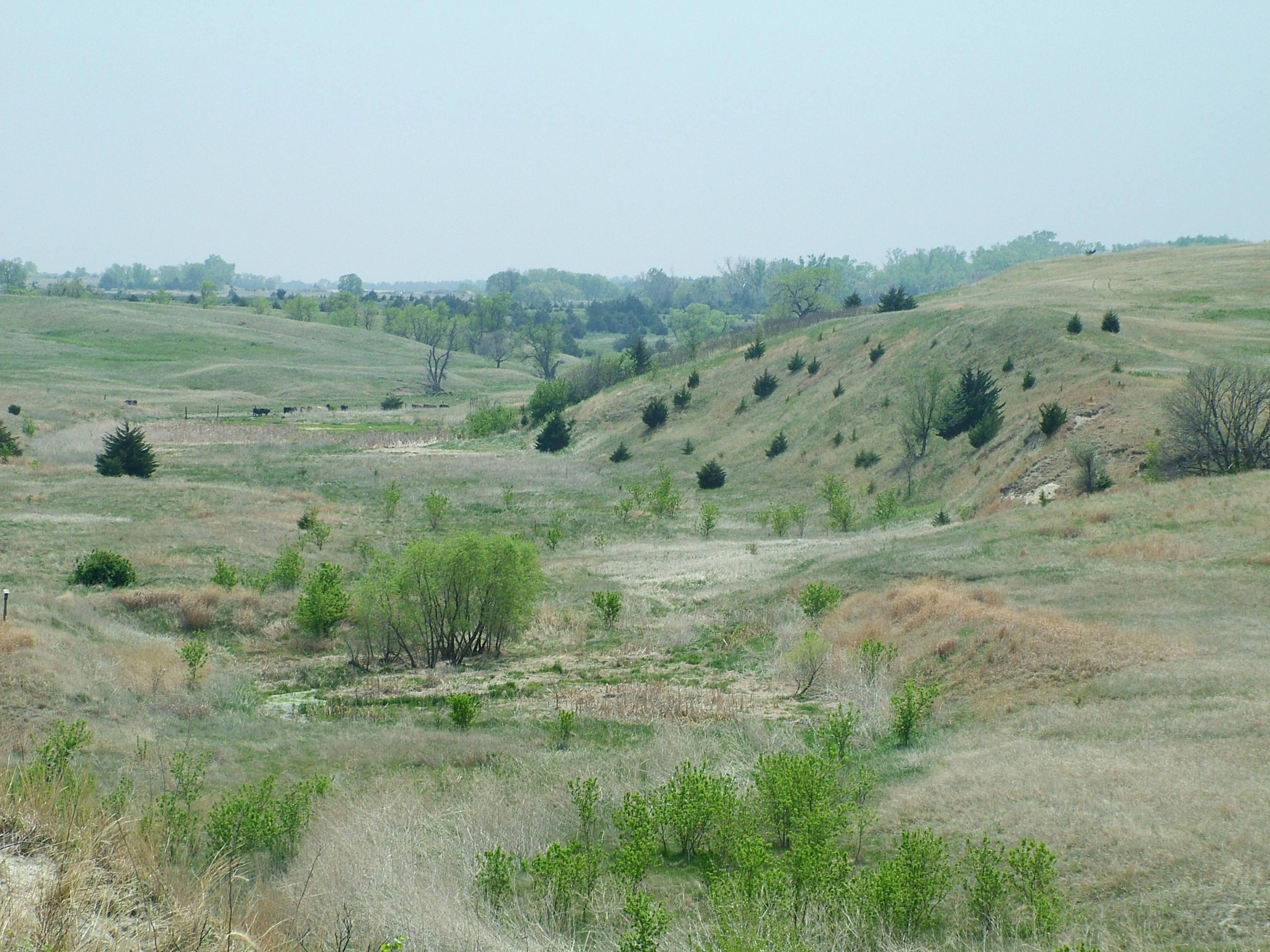
Ashfall Fossil Beds

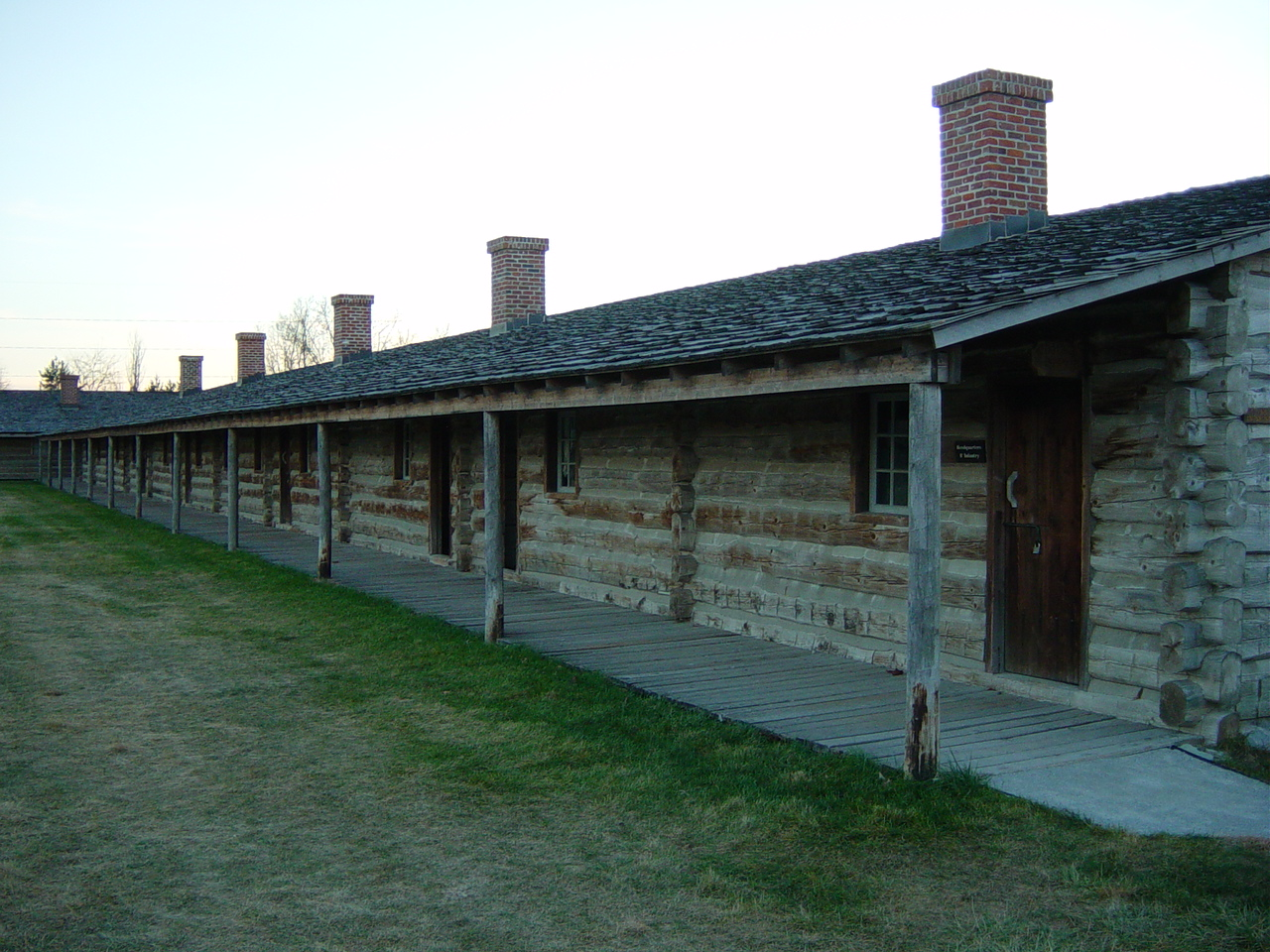
Fort Atkinson

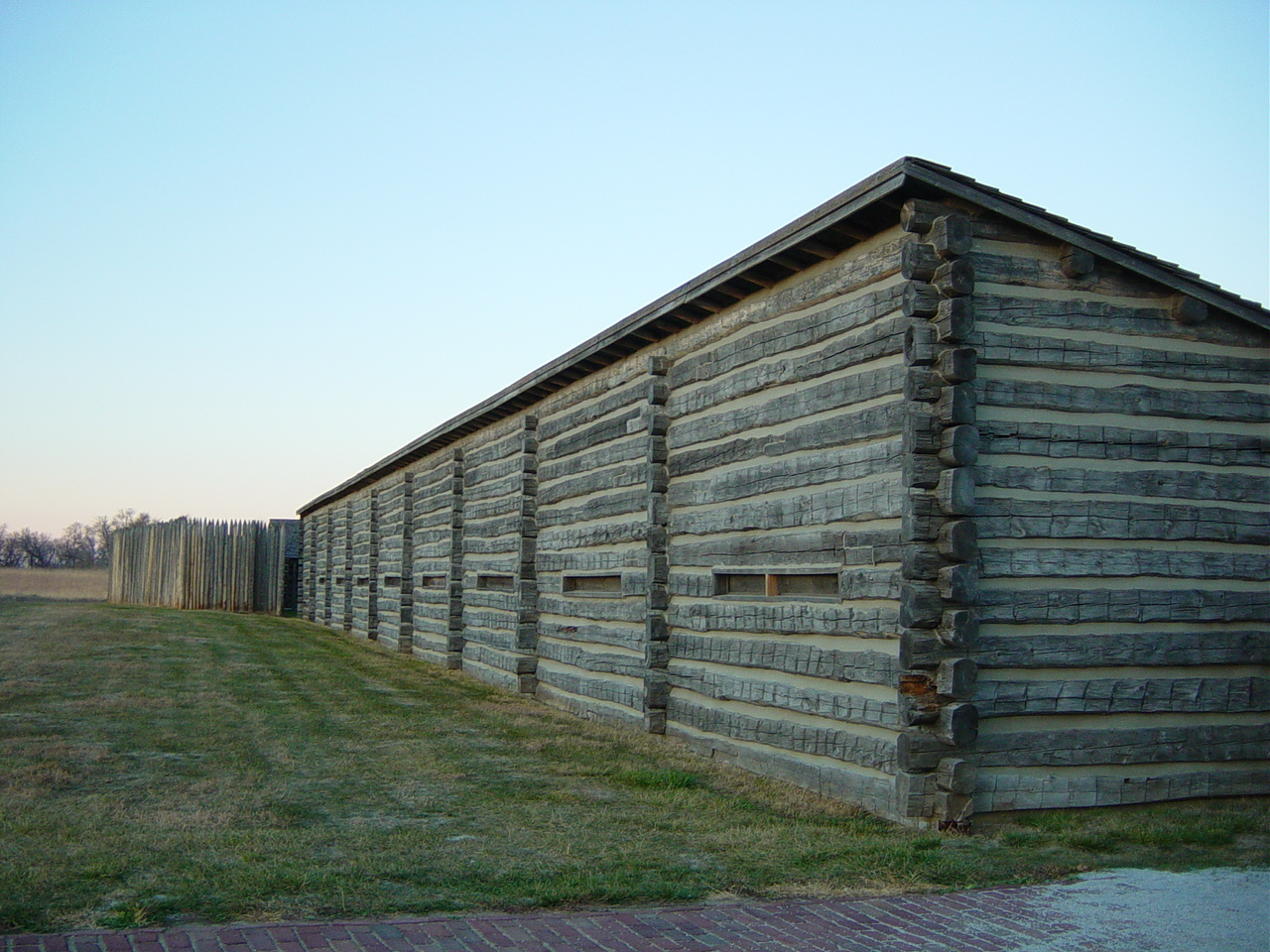
Fort Atkinson

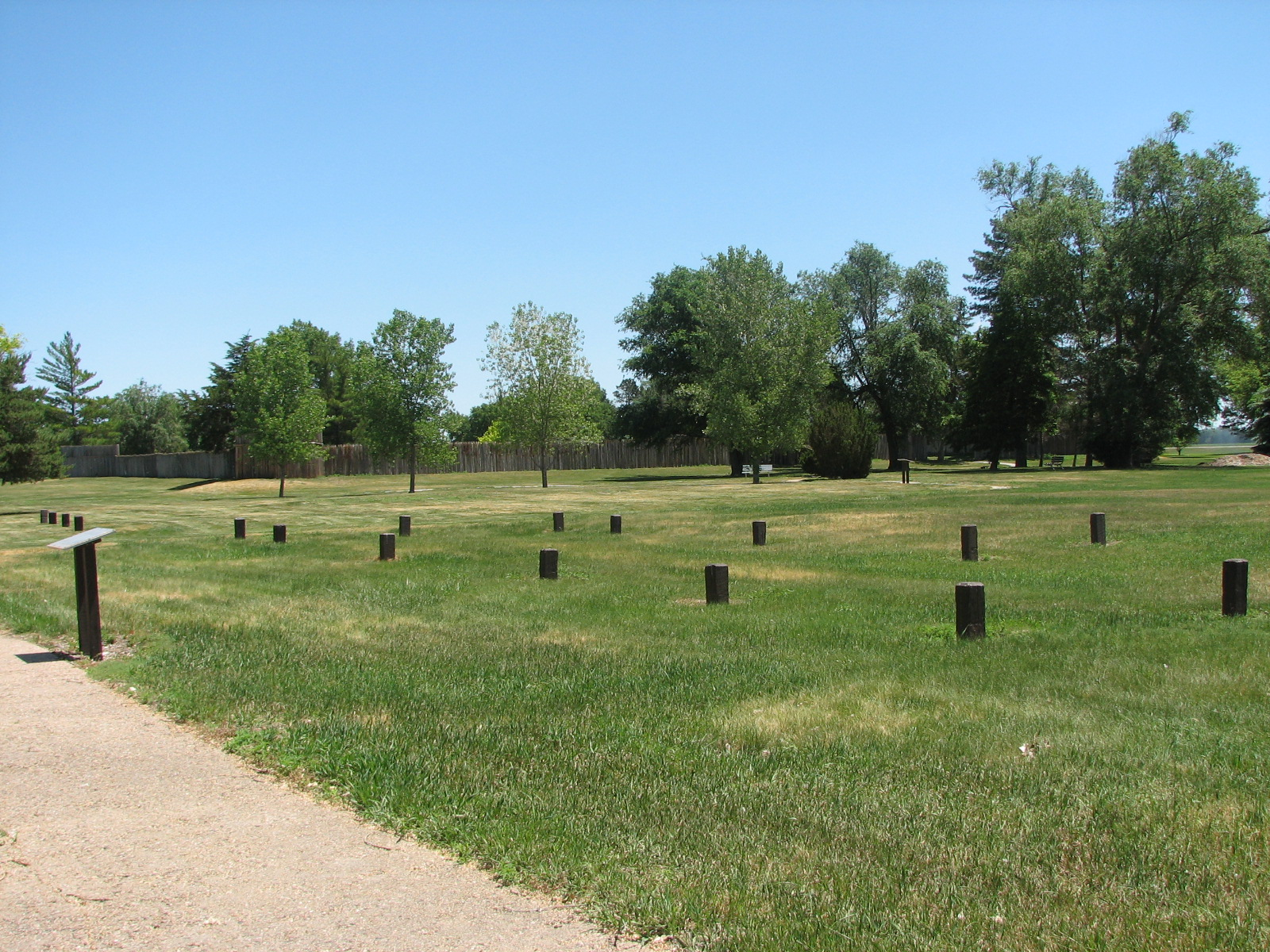
Fort Kearny

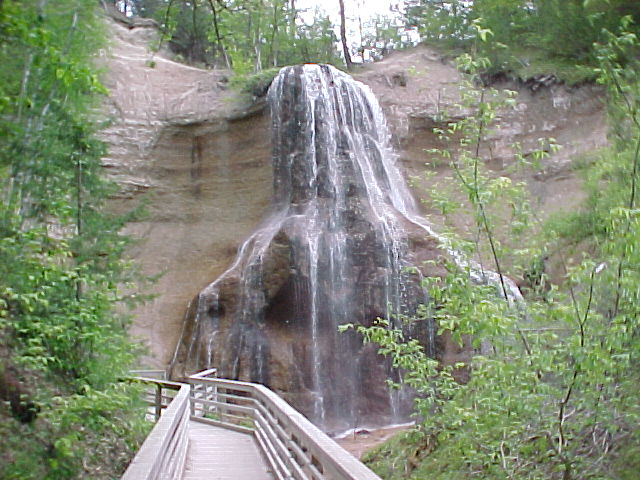
Smith Falls

Liste des parcs d'État du Nebraska aux États-Unis d'Amérique par ordre alphabétique. Ils sont gérés par le Nebraska Game and Parks Commission.

## Parcs d'État
- Chadron
- Eugene T. Mahoney
- Fort Robinson
- Indian Cave
- Niobrara
- Platte River
- Ponca
- Smith Falls

## Sites d'État historiques
- Site d'État historique d'Ashfall Fossil Beds (en)
- Ash Hollow
- Arbor Lodge
- Bowring Ranch
- Buffalo Bill Ranch
- Champion Mill
- Fort Atkinson
- Fort Hartsuff
- Fort Kearney
- Rock Creek Station

## Régions d'État récréatives
- Alexandria
- Arnold
- Atkinson Lake
- Blue River
- Bluestem
- Bowman Lake
- Box Butte Reservoir
- Branched Oak
- Bridgeport
- Brownville
- Buffalo Bill Ranch
- Calamus
- Champion Lake
- Cheyenne
- Conestoga
- Cottonmill Lake
- Crystal Lake
- Dead Timber
- DLD
- Enders Reservoir
- Fort Kearny
- Fremont Lakes
- Gallagher Canyon
- Johnson Lake
- Keller Park
- Lake Maloney
- Lake McConaughy
- Lake Minatare
- Lake Ogallala
- Lewis and Clark
- Long Lake
- Long Pine
- Louisville
- Medicine Creek
- Memphis
- Merritt Reservoir
- Mormon Island
- North Loup
- Olive Creek
- Oliver Reservoir
- Pawnee Lake
- Pelican Point
- Pibel Lake
- Pioneer
- Red Willow Reservoir
- Riverview Marina
- Rock Creek Lake
- Rock Creek Station
- Rockford
- Sandy Channel
- Schramm Park
- Sherman Reservoir
- Stagecoach
- Summit Lake
- Sutherland Reservoir
- Swanson Reservoir
- Two Rivers
- Union Pacific
- Verdon
- Victoria Springs
- Wagon Train
- Walgren Lake
- War Axe
- Wildcat Hills
- Willow Creek
- Windmill

## State recreational trail
- Cowboy